# 赫林斯克 (利維夫州)
50°3′46″N 23°54′25″E / 50.06278°N 23.90694°E
赫林斯克（羅馬化：Hlynsk）是烏克蘭西部的村莊，隸屬利維夫州的利維夫區。該村始建於1463年，面積19.98平方公里，2025年人口1,698。